# 大分朝日放送
大分朝日放送株式會社（日语：／ Ōita Asahi Hōsō */?），通稱大分朝日放送，簡稱OAB，是日本的一家以大分縣為放送地域的電視台，也是大分縣的第三家民營電視台。呼出訊號為JOBX-DTV（數位電視）。為朝日電視台系列聯播網ANN的成員之一。開播于1993年10月1日。

## 外部連結
- OAB 大分朝日放送 （页面存档备份，存于） - 官方網站
- OAB大分朝日放送的X（前Twitter）
- OAB大分朝日放送的Facebook專頁
- YouTube上的OAB大分朝日放送頻道